# Javac
Javac – kompilator języka Java, stworzony przez Sun Microsystems i dostarczany w pakiecie Java Development Kit. Napisany w całości w języku Java. Pozwala na tworzenie kodu pośredniego języka zgodnie ze specyfikacją wirtualnej maszyny Javy.